# Roman Gronowski
Roman Gronowski (ur. 31 stycznia 1913 roku w Jordanowicach koło Grodziska Mazowieckiego, zm. 12 lipca 1974 r. w Melbourne) – działacz społeczny, dziennikarz, wydawca Tygodnika Polskiego). 

## Życiorys
Urodził się jako Roman Talarek. Absolwent Szkoły Podchorążych Piechoty w Ostrowi Mazowieckiej, a podczas okupacji student tajnych kompletów w warszawskiej Szkole Nauk Politycznych i Wolnej Wszechnicy Polskiej. Używał z celach konspiracyjnych nazwiska Marek Byskowski, a w Armii Krajowej pseudonimów "Marek" i "Gronowski". Brał udział w powstaniu warszawskim.
Po wojnie przez dwa lata studiował w Instytucie Dziennikarstwa w Belgii, brał udział w pracach na rzecz polskich uchodźców i pełnił funkcję wiceprezesa Bratniej Pomocy Studentów Polskich w Belgii oraz członka zarządu belgijskiego Koła AK, a także kierownika Klubu Polskiego w Brukseli. 
Nie mając szans na uprawianie zawodu dziennikarza, w ramach akcji adaptacyjnej, ukończył kurs stolarstwa i w 1950 roku wyjechał z żoną do Sydney w Australii, gdzie pracował początkowo w tartaku.
Od połowy 1953 do 1955 roku współredagował polonijny tygodnik Wiadomości Polskie. Związał się również z Polskim Kołem Kulturalno-Artystycznym i prowadzonym przez nie teatrem. Zagrał kilka ról, reżyserował też napisane przez siebie widowisko: Panoramę na 15. rocznicę Powstania Warszawskiego. 
W listopadzie 1960 roku Gronowski został za namową księdza Konrada Trzeciaka założyciela "Tygodnika Katolickiego" jego współwłaścicielem i współredaktorem (wraz z żoną). Od 1966 roku pismo to ukazywało się pod tytułem Tygodnik Polski. Niezależne Pismo Polaków w Australii i Nowej Zelandii.
Zmarł nagle na atak serca 12 lipca 1974 roku. Pochowany został na Melbourne General Cemetery w dzielnicy North Carlton.
Szczegóły z życia Romana Gronowskiego oraz polskiego wychodźstwa zawarte są w jego listach pisanych w latach 1950–1972. Osiemdziesiąt jeden (spośród 126) listów złożyło się na tom opracowany przez Bogumiłę Żongołłowicz i wydany po wieloletnich zabiegach o zgodę ich adresatki, która zastrzegła jednak nieujawnianie nazwiska.